# The Spider's Net
The Spider's Net é um seriado estadunidense de 1921, construído apenas com cenas de arquivo de vários filmes lançados previamente pela Tenneck Pictures, estrelados por Eileen Sedgwick e pelo cão Lightning the Dog; as cenas de arquivo se repetem, incluindo cenas do ator Gary Cooper, num papel indeterminado. A produção foi lançada em 1927, em capítulos.

## Elenco
- Eileen Sedgwick
- Lightning the Dog[3]
- Robert Walker
- Tom London
- Harry Semels
- Frank Lackteen
- Wilbur McGaugh
- William Lowery (creditado William A. Lowery)
- Hal Water
- Gary Cooper